# Junior Dutra
'Sérgio Dutra Júnior (* 25. April 1988 in Santos), auch bekannt als Junior Dutra, ist ein brasilianischer Fußballspieler.

## Karriere
Dutra begann seine Karriere 2008 beim Zweitligisten EC Santo André. 2008 feierte er mit dem Verein die Zweitligameisterschaft und den Aufstieg in die erste Liga. 2010 wechselte er zum japanischen Kyōto Sanga. Am Ende der J1 League 2010 stieg der Verein in die zweite Liga ab. 2011 erreichte er mit dem Verein das Finale des Kaiserpokal. 2012 wechselte er zum Erstligisten Kashima Antlers und gewann er den J.League Cup 2012. 2013 wechselte er zum belgischen Sporting Lokeren, bestritt 63 Erstligaspiele und schoss dabei 11 Tore. 2014 gewann er mit dem Verein den Belgischen Fußballpokal. Von 2015 bis 2016 spielte er beim katarischen Al-Arabi (Katar). 2016 kehrte er nach Brasilien zurück und unterschrieb einen Vertrag bei CR Vasco da Gama. Danach spielte er bei Avaí FC, SC Corinthians und Fluminense FC. Von 2019 bis 2020 war er beim japanischen Shimizu S-Pulse unter Vertrag.

## Erfolge
Kashima Antlers
- Japanischer Ligapokalsieger: 2012

Sporting Lokeren
- Belgischer Pokalsieger: 2013/14